# Список игроков английской Премьер-лиги (500 и более матчей)
Английская Премьер-лига была основана в 1992 году. Этот турнир является одним из ведущих и самых престижных турниров в мировом клубном футболе. В этом турнире выступили тысячи игроков, многие из них провели в нём лишь несколько матчей. Лишь 13 игроков провели в Премьер-лиге более 500 матчей.
Игроки, выступавшие в Премьер-лиге, участвуют в различных рейтингах: по итогам каждого месяца, игрового сезона, десятилетия или даже двадцатилетия. Существуют награды для лучших бомбардиров Премьер-лиги по итогам каждого сезона.
Нижеприведённый сводный список игроков английской Премьер-лиги не является оценочным или рейтинговым. Он является сугубо статистическим списком, в который включены игроки, которые провели не менее 500 матчей в Премьер-лиге (включая выходы на замену). Список составлен на основании статистической базы официального сайта английской Премьер-лиги. Игроки в нём отсортированы по количеству проведённых матчей в порядке убывания.
По состоянию на конец сезона 2024/25, 13 футболистов провели в Премьер-лиге 500 и более матчей. Рекордсменом по количеству матчей в Премьер-лиге является Гарет Барри.

## Список игроков (500 и более матчей)

### Легенда к списку
| Поз.    | Вр      | Защ      | ПЗ           | Нап        |
| Позиция | Вратарь | Защитник | Полузащитник | Нападающий |

|  | Действующий игрок Премьер-лиги         |
|  | Избран в Зал славы английского футбола |

| №  | Фото | Имя             | Гражданство | Поз. | Матчи | Голы | Клубы Премьер-лиги | Прим.  |
| -- | ---- | --------------- | ----------- | ---- | ----- | ---- | --- | ------ |
| 1  |      | Гарет Барри     | Англия      | ПЗ   | 653   | 53   | «Астон Вилла» (1997—2009) «Манчестер Сити» (2009—2013) «Эвертон» (2013—2017) «Вест Бромвич Альбион» (2017—2018)                                                            | [ 20 ] |
| 2  |      | Джеймс Милнер   | Англия      | ПЗ   | 637   | 55   | «Лидс Юнайтед» (2001—2004) «Ньюкасл Юнайтед» (2004—2008) «Астон Вилла» (2008—2010) «Манчестер Сити» (2010—2015) «Ливерпуль» (2015—2023) «Брайтон энд Хоув Альбион» (2023—) | [ 21 ] |
| 3  |      | Райан Гиггз     | Уэльс       | ПЗ   | 632   | 109  | «Манчестер Юнайтед» (1992—2014) | [ 22 ] |
| 4  |      | Фрэнк Лэмпард   | Англия      | ПЗ   | 609   | 177  | «Вест Хэм Юнайтед» (1995—2001) «Челси» (2001—2014) «Манчестер Сити» (2014—2015)                                                                                            | [ 23 ] |
| 5  |      | Дэвид Джеймс    | Англия      | Вр   | 572   | 0    | «Ливерпуль» (1992—1999) «Астон Вилла» (1999—2001) «Вест Хэм Юнайтед» (2001—2003) «Манчестер Сити» (2003—2007) «Портсмут» (2006—2010)                                       | [ 24 ] |
| 6  |      | Гэри Спид       | Уэльс       | ПЗ   | 535   | 80   | «Лидс Юнайтед» (1992—1996) «Эвертон» (1996—1998) «Ньюкасл Юнайтед» (1997—2004) «Болтон Уондерерс» (2004—2008)                                                              | [ 25 ] |
| 7  |      | Эмил Хески      | Англия      | Нап  | 516   | 110  | «Лестер Сити» (1994—2000) «Ливерпуль» (2000—2004) «Бирмингем Сити» (2003—2006) «Уиган Атлетик» (2006—2009) «Астон Вилла» (2009—2012)                                       | [ 26 ] |
| 8  |      | Марк Шварцер    | Австралия   | Вр   | 514   | 0    | «Мидлсбро» (1996—2008) «Фулхэм» (2008—2013) «Челси» (2013—2014) «Лестер Сити» (2015—2016)                                                                                  | [ 27 ] |
| 9  |      | Джейми Каррагер | Англия      | Защ  | 508   | 3    | «Ливерпуль» (1997—2013) | [ 28 ] |
| 10 |      | Фил Невилл      | Англия      | Защ  | 505   | 9    | «Манчестер Юнайтед» (1995—2006) «Эвертон» (2006—2013) | [ 29 ] |
| 11 |      | Стивен Джеррард | Англия      | ПЗ   | 504   | 120  | «Ливерпуль» (1998—2015) | [ 30 ] |
| 11 |      | Рио Фердинанд   | Англия      | Защ  | 504   | 11   | «Вест Хэм Юнайтед» (1996—2002) «Лидс Юнайтед» (2002—2003) «Манчестер Юнайтед» (2003—2014) «Куинз Парк Рейнджерс» (2014—2015)                                               | [ 31 ] |
| 13 |      | Сол Кэмпбелл    | Англия      | Защ  | 503   | 20   | «Тоттенхэм Хотспур» (1992—2001) «Арсенал» (2001—2006, 2009—2010) «Портсмут» (2006—2009) «Ньюкасл Юнайтед» (2010—2011)                                                      | [ 32 ] |